# 大理山梗菜
大理山梗菜（学名：Lobelia taliensis）为桔梗科半边莲属下的一个种。

## 扩展阅读
- 維基物種上的相關：大理山梗菜